# Mazu Daoyi
Mazu Daoyi, *709, Sichuan–†788, Hongzhou) je bil kitajski filozof, mojster zena ter ustanovitelj šole zena Chan Hongzhou.

## Življenje

#### Zgodnje življenje
Mazu Daoyi se je rodil leta 709 v Sečuanu (Sichuan, 四川), provinci na jugozahodu Kitajske. Od tam se je odpravil v Zhongqing, kjer se je šolal pri svojem prvem učitelju Damanu Hongrenu. Pri dvajsetih je bil nato posvečen v budističnega meniha, kar je bila v tistem času po pravilu tudi najnižja možna starost za posvečenje. Po tem se je Mazu domnevno naselil na gori Heng, kjer je srečal svojega naslednjega učitelja Nanyueja Huairanga. Njuno prvo srečanje velja za enega najbolj znanih v zgodovini zena. O tem priča zgodba, ki se začne tako, da je Huairang opazil Mazuja med meditacijo v templju in ga vprašal čemu meditira. Mazu naj bi mu odgovoril: „Želim si postati Buda.“ Huairangu se je to početje zdelo nesmiselno, kar je Mazuju želel pokazati tako, da se je usedel zraven njega, v roke vzel strešnik in ga začel loščiti. Na Mazujevo začudeno vprašanje, zakaj to počne, je odgovoril, da si želi iz strešnika narediti ogledalo. Mazu mu je odgovoril, da se to ne bo nikoli zgodilo, Huairang pa mu je takoj očital: "Če tega nikoli ne bom zloščil v ogledalo, kako te bo tvoje sedenje spremenilo v Budo?"

#### Kariera in poučevanje
Pri Huairangu je Mazu kot učenec ostal približno deset let, nato pa je postal samostojen učitelj. Trideset let je živel v različnih templjih in potoval po Kitajski, da bi bolje spoznal in razumel Budino pot. Nato se je naselil na gori Kung-kung pri Nankangu v južni provinci Kiangsi, kjer je ustanovil lastno šolo zena Chan Hongzhou. V tistem času – času vladavine dinastije Tang – je bila to prevladujoča šola zena in je tudi danes priznana kot najpomembnejša šola tistega časa. Prav tako tudi Mazu velja za najpomembnejšega oz. najvplivnejšega mojstra pri oblikovanju chan budizma. Znan je predvsem po svojih novih in neobičajnih tehnikah, s katerimi jih je želel otresti rutinske in priklicati izvorno zavest.
K njemu so prihajali študentje iz vseh koncev, da bi imeli priložnost učiti se z njim, posvetil pa je tudi na stotine menihov. S svojim delovanjem je že za časa življenja postal zelo slaven ter pridobil množico privržencev in učencev. Nekateri viri navajajo, da je le teh bilo okoli 800, spet drugi pa trdijo, da je bila številka nekoliko višja in je bilo učencev okoli 1000. Tudi število njegovih učencev najožjega kroga je v različnih virih različno, številka pa se giblje nekje med 88 in 153.
Med Mazujevimi neposrednimi, najbolj znanimi učenci so bili Baizhang Huaihai (720-814), Nanquan Puyuan (748-835), Fenzhou Wuye (760-821), in Damei Fachang (752-839). 

#### Smrt
Umrl je leta 788 pri skoraj 80 letih. V njegovo čast je bil organiziran veličasten pogreb, poleg tega pa so mu postavili tudi pagodo (v budističnem okolju stavba namenjena za verske obrede), ki je bila dokončana tri leta po njegovi smrti.
Sodobni opisi mojstra Mazuja opisujejo kot fizično osupljivega: »Močan kot stoječa gora, globok in bister kot tiha reka« je zapisano v enem viru, »s hojo bika in pogledom tigra« v drugem. Kasnejši viri so njegovo podobo opisovali še bolj mogočno in nenavadno in Mazuja poskušali prikazati že skoraj nadnaravno. Na splošno pa je bil, poleg fizične podobe, veličasten tudi v svojem ugledu v življenju in predvsem v svoji dediščini.

## Delo in zapuščina
Mazu Daoyi je s svojim delom močno vplival na kasnejši razvoj zen budizma.
Poudarjal je neposrednost zenovskega razsvetljenja, učil stil “čudnih besed in nenavadnih dejanj” ("strange words and extraordinary actions").) in poudarjal naravo bude. 
Poudarjal je predvsem dva znana nauka zena, in sicer: »um je Buda« in »Ta kraj je sam po sebi resnična takost.«.
Za seboj ni zapustil obsežnega pisnega zapisa svojih naukov. Namesto tega ga v veliki meri poznamo iz domiselnih legend. 

## Nauki in dialogi
Mazujevi nauki in dialogi so zbrani in izdani v Jiangxi Daoyi Chanshi Yulu ustnih zapisih Chan Mojstra Daoyi iz Jianqxija (Jiangxi Daoyi Chanshi Yulu "Oral Records of Chan Master Daoyi from Jiangxi"). Njegovo ime, dialogi in nauki, pa se pojavljajo tudi v zgodnjih čanskih (Chan) antologijah rodovnikov, dialogov srečanj in koanov:
- The Jingde Records of The Transmission of the Lamp (Kitajsko: 景德傳燈錄; prevod: Zapisi o prenosu svetilke) 1004, sestavil Shi Daoyuan
- Blue Cliff Record (Kitajsko: 碧巖錄; prevod: Zapisi modre pečine) ok. 1125; sestavljeni s komentarjem Yuanwu Keqin
- The Gateless Gate (Kitajsko: 無門關; prevod: Vrata brez vrat) ok. 1228, sestavil Wumen Huikai

Druge antologije, v katerih se pojavlja Mazu, vključujejo:
- Records of the Regular Transmission of the Dharma (Prevod: Zapisi o rednem prenosu Dharme), 1062
- Recorded Saying of the Ancient Worthies (Prevod: Zapisan izrek starodavnih vrednikov), sestavljen 1271
- Records of Pointing at the Moon (Prevod: Zapisi o kazanju na Luno), zbrani 1602,

## Šola Hongzu in “tehnike šoka”
Kmalu po tem, ko se je Mazu naselil na gori Kung-kung pri Nankangu v južni provinci Kiangsi, je tam ustanovil samostan in zbral množico učencev. Z njim se je začela tudi kitajska šola čana (Chana), in sicer Hongzu šola (The Hongzhou school (Chinese: 洪州宗; pinyin: Hóngzhōu Zōng).
Ta šola je na pobudo Mazuja razvila "tehnike šoka”, kot so kričanje, pretepanje in uporaba iracionalnih odgovorov, da bi svoje učence prestrašili, da bi se “zavedali”. Te tehnike šoka so postale del tradicionalne in še vedno priljubljene podobe mojstrov Chan, ki kažejo iracionalno in nenavadno vedenje, da bi pomagali svojim učencem.
V sklopu “tehnik šoka” je Mazu uvajal nove in nekonvencionalne metode poučevanja; da bi svoje učence otresel iz rutinske zavesti. Posluževal se je tudi  inovacij uporabe katsuja (nenadnih krikov), keisakuja (nepričakovanih udarcev s palico) in nepričakovanega klicanja osebe po imenu, ko ta odhaja (to naj bi priklicalo izvorno zavest, iz katere izhaja razsvetljenje). Prakticiral je tudi tihe geste, neodzivne odgovore na vprašanja in bil znan po tem, da je zgrabil in zvil nos učenca.